# Издатель
Изда́тель (в ж. р. изда́тельница) — физическое (предприниматель) или юридическое лицо (организация), ответственное за подготовку, производство и выпуск изданий или продукции средства массовой информации по заказу автора, посредника или по собственной инициативе.
Издатель несёт ответственность за производство и распространение печатной или цифровой продукции. Это могут быть книги, газеты, журналы, информационные бюллетени, музыкальные произведения, компьютерное программное обеспечение и другие формы контента.
Издателем также называется руководитель издающей организации, обычно владелец или представитель владельца. В традиционном виде это может быть газетная организация, издательство. С развитием информационных технологий появились цифровые издатели, в которые входят владельцы веб-сайтов, блогов, подкастов или другого электронного издания, создатели видеоконтента (в том числе на YouTube), компьютерных игр, мобильных приложений/игр.
Современный издатель ответственен за организацию инфраструктуры медиа и её финансовые показатели. Он разрабатывает стратегии развития, нанимает персонал, отслеживает финансовые показатели, улучшает платформу веб-сайта, управляет маркетингом и проводит тестирование методов монетизации. Существует некоторая неопределённость в терминологии, связанной с понятием «издателя». При поиске этого специалиста в объявлениях о вакансиях могут использоваться другие термины, такие как «медиаменеджер». Это связано с тем, что в общественном сознании издатель часто ошибочно ассоциируется с работой в области книгоиздания (книгоиздатель).
Профессия издателя имеет высокую востребованность, так как в любом медиа существуют задачи, связанные с издательскими обязанностями, которые необходимо выполнять.
В широком значении издатель — лицо, издавшее книгу. Это может быть автор, любое физическое лицо, решившее издать книгу в порядке индивидуальной трудовой деятельности. Согласно ФЗ «О средствах массовой информации», издатель является лицом, для которого соответствующая деятельность не является основной либо не служит главным источником дохода.

## Деятельность

### Контент-стратегия
Издатели играют важную роль в индустрии создания и распространения контента. Они часто определяют, какой контент и материалы подать аудитории. Данному специалисту необходимо понимать тип контента, который планируется создавать, распространять и продавать.
Издатели активно поддерживают авторов и организацию процесса публикации. Они несут ответственность за приобретение нового контента для публикации, включая выявление потенциальных авторов или создателей, оценку рукописей или предложений и принятие решений о том, какие работы следует опубликовать. Издатели обеспечивают соответствие содержания стандартам качества через редактирование и корректуру рукописей.

### Менеджмент и сотрудничество
Специалист составляет технические задания для дизайнеров, чтобы обеспечить соответствие визуального облика бренда медиа, нанимает SEO-специалистов, сотрудничает с маркетинговыми отделами для разработки и реализации активных стратегий продвижения, привлекает программистов для обеспечения стабильной работы сайта и минимизации времени загрузки страниц, представляет отчёты перед руководством и инвесторами, демонстрируя планы и достижения, основанные на измеримых показателях, таких как трафик, упоминания и заявки на услуги. Он также ответственен за подбор и вовлечение главного редактора в работу, обеспечивая согласованную работу.
Издатели сотрудничают с графическими дизайнерами и верстальщиками для создания оформления книг, журналов и других материалов, а также взаимодействуют с менеджерами, специалистами по маркетингу и бухгалтерскому учёту.

### Маркетинг и продвижение
Издатели также отвечают за маркетинг и продвижение опубликованных произведений, используя, например, маркетинговые стратегии, рекламные материалы, презентации или авторские мероприятия.
В области мобильного маркетинга издатель является субъектом, обладающим веб-сайтом или приложением и предоставляющим рекламное пространство для продажи рекламодателям. Издатель выделяет рекламные ресурсы для последующего использования рекламодателями. Процесс покупки онлайн-рекламы обычно включает участие трёх и более сторон: издателя (продавца), рекламодателя (покупателя) и рекламной сети (посредника). Когда рекламодатель планирует запустить рекламную кампанию вместо непосредственного обращения к издателям, он часто предпочитает обращаться к рекламной сети, которая может эффективнее соединять покупателей и продавцов.

### Авторское право
Эти специалисты также занимаются решением юридических и финансовых аспектов публикации, включая согласование контрактов, управление авторскими правами и вопросы гонораров.

## Сравнение с главным редактором
Издатель и главный редактор представляют собой две ключевые фигуры в управлении медиа-проектом, расположенные на разных уровнях иерархии. Издатель обычно занимает вышестоящее положение по отношению к главному редактору и часто участвует в его выборе для определённого проекта. Успех медиа-проекта в значительной степени зависит от эффективного взаимодействия и согласованной работы между этими двумя ключевыми фигурами. Недостаточное взаимодействие между издателем и главным редактором может привести к проблемам, таким как несоответствие контента оформлению или недостаточная привлекательность для аудитории.
Вопрос о том, кто из двух — главный редактор или издатель — имеет большее значение, зависит от их профессиональной компетенции и способности эффективно сотрудничать. В некоторых случаях издатель, будучи старшим по должности, может принимать более весомые решения, основанные на своём опыте и знаниях. Однако если главный редактор обладает значительным опытом и компетенциями, издатель может принимать во внимание его мнение и рекомендации.